# Люблинецкий повет
Люблинецкий повят (пол. Powiat lubliniecki) — повят (район) в Польше, входит как административная единица в Силезское воеводство. Центр повята — город Люблинец. Занимает площадь 822,13 км². Население — 76 934 человека человек (на 30 июня 2015 года).

## Административное деление
- города: Люблинец, Возники
- городские гмины: Люблинец
- городско-сельские гмины: Гмина Возники
- сельские гмины: Гмина Боронув, Гмина Часна, Гмина Хербы, Гмина Кохановице, Гмина Кошенцин, Гмина Павонкув

## Демография
Население повята дано на 30 июня 2015 года.
| Перепись            | Всего  | Мужчины | Женщины |
| ------------------- | ------ | ------- | ------- |
|                     | чел.   | чел.    | чел.    |
| Всего               | 76 934 | 37 866  | 39 068  |
| Городское население | 28 573 | 14 009  | 14 564  |
| Сельское население  | 48 361 | 23 857  | 24 504  |